# Пяршаукштис (озеро)
Пяршаукштис (лит. Peršaukštis) — небольшое озеро в восточной части Литвы, расположенное на территории Швенчёнского района. Находится в 7 км к юго-западу от Швенчёниса. Длина озера с северо-востока на юго-запад 0,58 км, ширина до 0,23 км. Площадь озера Пяршаукштис — 0,092 км². Длина береговой линии 1,5 км. Северный и южный берега высокие, поросшие лесом, восточный и западный — низкие. С востока на запад через озеро протекает приток реки Саря, приток Жеймены. Недалеко от озера находится село Пяршаукштис. К западному берегу Пяршаукштиса подходит автодорога 102 Вильнюс — Швенчёнис — Зарасай.